# Environnement en Indonésie
L'environnement en Indonésie est l'environnement (ensemble des éléments - biotiques ou abiotiques - qui entourent un individu ou une espèce et dont certains contribuent directement à subvenir à ses besoins) du pays Indonésie. Une production importante d'huile de palme a complètement bouleversé l'environnement du pays. Les milieux naturels ont été fortement affectés par la déforestation. De fait, le bilan carbone global du pays est catastrophique, il serait le premier en matière d'« intensité carbone ». C'est également le 2e pays qui a le rejet le plus important de déchets plastiques au monde.
L'empreinte écologique par personne de l'Indonésie était en 2012 de 1,6 hag, ce qui est inférieur à la moyenne mondiale (2,6 hag). La biocapacité par personne était de 1,25 hag, de sorte que l'Indonésie est en léger déficit écologique. La biocapacité par tête est en diminution à cause de la forte croissance démographique et de la perte de capacité forestière due entre autres à la production d'huile de palme, de sorte que le déficit écologique augmente.
Le pays est fortement exposé aux risques naturels, notamment ceux dus aux éruptions volcaniques, aux séismes et aux tsunamis. Les incendies sont également importants, avec un impact environnemental très négatif : destructions d'habitat et d'espèces, émissions de gaz à effet de serre, pollution de l'air, dégradation des sols.
D'après l’Agence française de développement (AFD) : « l’Indonésie est très exposée aux conséquences du changement climatique, qui sont déjà présentes : hausse des températures, des précipitations, des inondations, élévation du niveau de la mer, glissements de terrain et sécheresse ».

## La biodiversité indonésienne
La taille de l'Indonésie, son climat tropical, et le fait que ce soit un archipel, donnent au pays le statut de seconde zone de biodiversité du monde (après le Brésil). L'Indonésie est un des 17 pays mégadivers (riches en diversité biologique) identifiés en juillet 2000 par le programme des Nations unies pour l'environnement. 

### Forêt indonésienne
La surface forestière de l'Indonésie était estimée à 88 millions d'hectares en 2005 d'après la FAO, ce qui fait de la forêt indonésienne la troisième forêt tropicale du monde en superficie, après la forêt amazonienne et la forêt du bassin du Congo.
En 2011, Bali ne possédait plus que 23 % de couverture forestière sur son territoire.
La moitié des forêts tropicales d’Indonésie ont disparu entre 1960 et 2014.

### Faune et flore

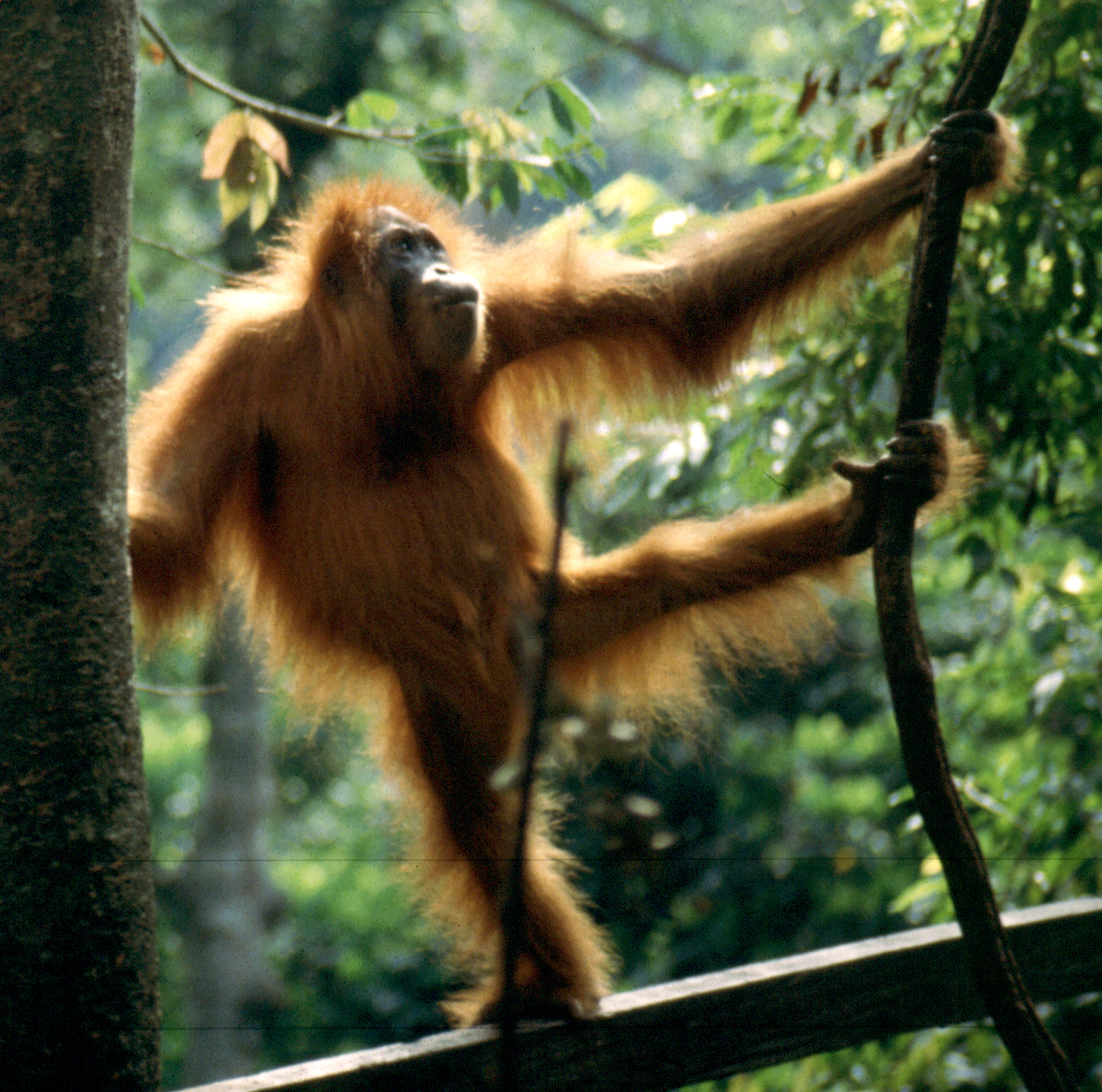
L'orang-outan de Sumatra est une espèce menacée endémique en Indonésie.

Il existe de nombreuses espèces endémiques, comme l'orang-outan de Sumatra, le tigre de Sumatra, le macaque nègre...
L'orang-outan de Sumatra, le tigre de Sumatra, l'éléphant de Sumatra sont des espèces très menacées. Il n'y aurait plus que 45 000 à 69 000 orangs-outans vivant à l'état sauvage à Bornéo et pas plus de 7 300 à Sumatra. La population de tigres est en baisse en 2015 par rapport à 2010, date à laquelle la population mondiale de cette espèce en voie de disparition était la plus réduite. Cette diminution est causée par la déforestation et la perte d'habitats.
L'Indonésie est le 4e pays qui compte le plus d'espèces d'oiseaux connues au monde : 1 711 en 2019.
Sur les 40 000 espèces de plantes médicinales existant dans le monde, 30 000 poussent en Indonésie.

### Territoires protégés

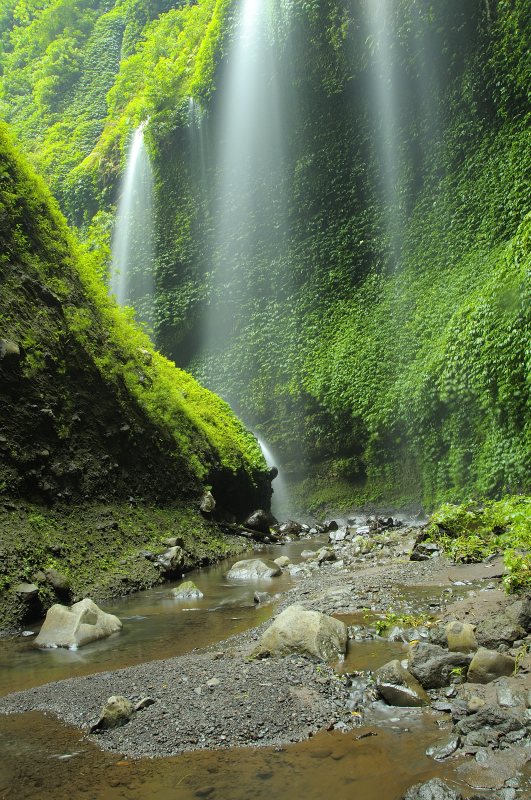
Le parc national de Bromo-Tengger-Semeru.

L'Indonésie compte des réserves de biosphère comme l’écosystème de Leuser (en), seul endroit sur Terre où cohabitent tigres, éléphants, rhinocéros et orangs-outans.
A Bornéo, une réserve destinée à protéger une forêt peuplée d'orangs-outans est en cours de création en 2019 (projet Dulan). C'est l'association Kalaweit qui rachète hectare par hectare la forêt.

## Impacts sur les milieux naturels
L'Indonésie est le 4e pays le plus peuplé au monde, avec 258 705 000 habitants en 2016. La population exerce de ce fait une pression importante sur les milieux et les ressources, avec une pression par habitant qui reste faible en comparaison d'autres pays plus développés.

### Activités humaines
L'agriculture (exploitation de palmiers à huile), l'exploitation forestière (exportation de bois tropicaux), et l'exploitation minière entraînent une déforestation importante, qui menace les peuples autochtones et entraîne une forte érosion de la biodiversité dans les terres. Le braconnage menace les espèces animales. La surpêche et d'autres activités humaines menacent la biodiversité marine. 

#### Agriculture et déforestation

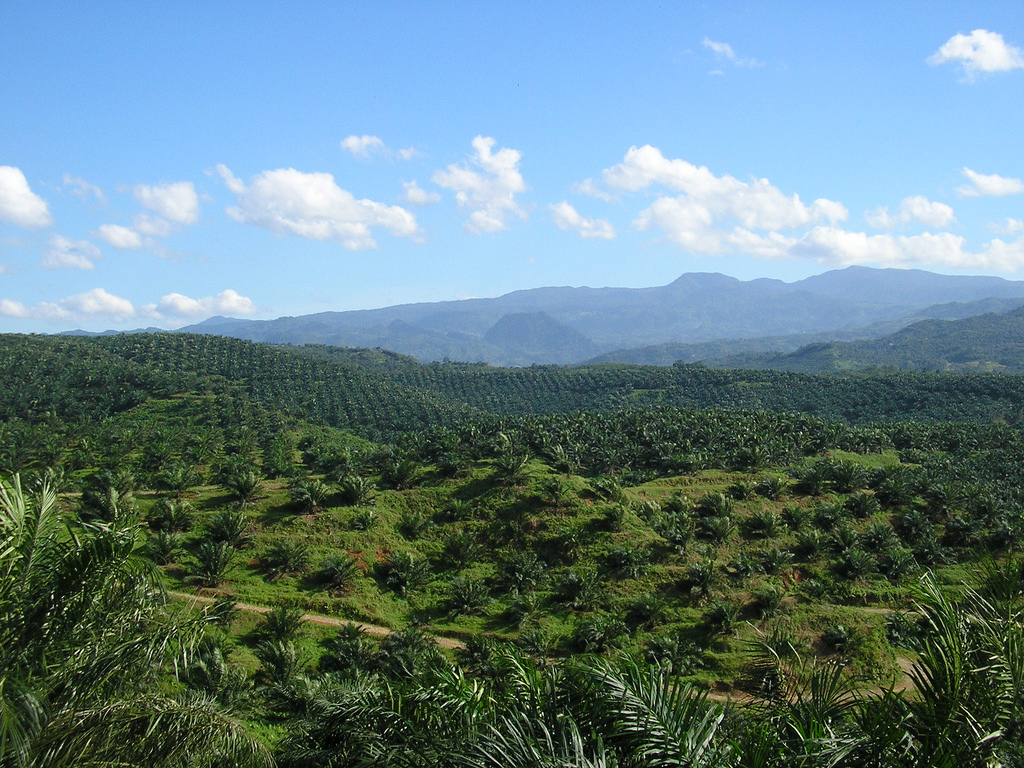
Une plantation d'huile de palme en Indonésie.

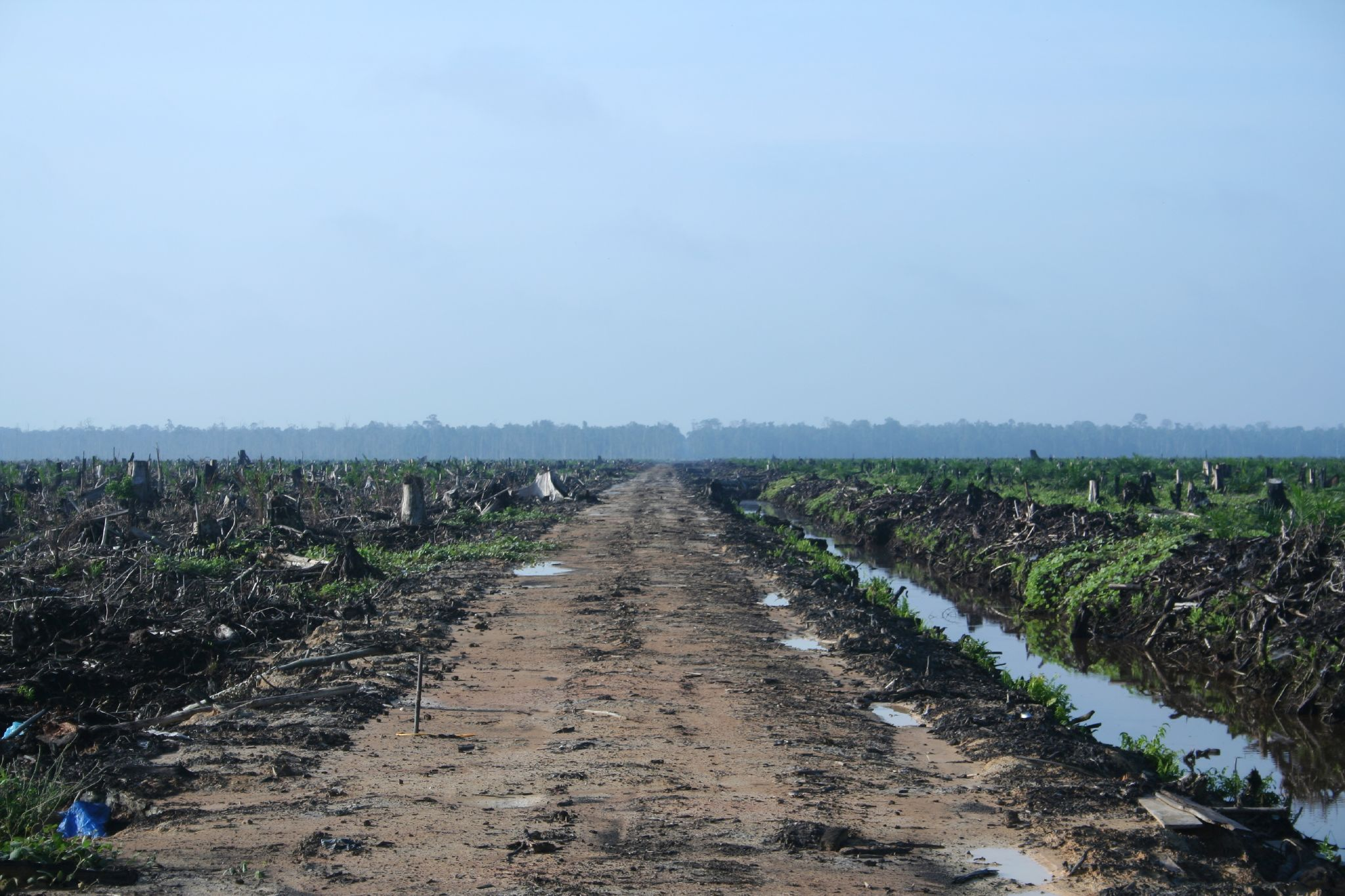
La déforestation dans la province de Riau, à Sumatra, pour faire place à une plantation de palmiers à huile (2007).

Entre 2000 et 2012, l’archipel aurait perdu plus de 6 millions d’hectares de forêts vierges.
Une production importante d'huile de palme a complètement bouleversé l'environnement du pays. L'Indonésie est le principal pays producteur. Trois millions d’hectares de forêts ont disparu à cause des plantations de palmiers à huile entre 1990 et 2005.
Les milieux naturels ont été fortement affectés par la déforestation, qui affecte des espèces endémiques comme l'orang-outan. De plus, la culture sur brûlis, illégale, est toujours pratiquée, et se transforme parfois en incendies non maitrisés. L’île indonésienne de Sumatra est l’une des plus concernées. Le président Joko Widodo décrète un moratoire sur l’extension des plantations de palmiers à huile.
Comparé à la période 2000-2013, l'Indonésie a perdu en moyenne 62 % de forêts de plus chaque année entre 2014 et 2016.
En 2022, la déforestation continue, l'Indonésie faisant partie en valeur absolue des pays où la superficie déforestée a été la plus importante - avec le Brésil, la Bolivie et la République démocratique du Congo.

#### Pêche
Le poisson est devenu rare, en raison des effets cumulés de :
- la surpêche industrielle ;
- la pollution des eaux par les plastiques flottants ;
- des problèmes de gestion des eaux usées.

Cette diminution du nombre de poissons affecte les espèces qui les mangent. Par exemple, le nombre d'oiseaux marins a diminué de 70 % en 60 ans.

#### Exploitation minière et déforestation
L’Indonésie est un des premiers exportateurs de charbon du monde. En 2015, le pays a extrait plus de 460 millions de tonnes de charbon. Plus de 5 000 permis d’extraction y ont été délivrés par le gouvernement indonésien (jusqu'en 2017) en vue de produire 35 000 MW supplémentaires d’électricité, surtout à base de charbon. Pourtant le gouvernement indonésien s’est engagé à réduire ses émissions de gaz à effet de serre de 29 % d’ici à 2030, selon les termes de l’Accord de Paris de 2015. Outre les conséquences sur le dérèglement climatique, l'exploitation de mines à ciel ouvert entraîne une déforestation importante, menaçant les peuples autochtones qui vivent de la culture de l'hévéa.
Le projet controversé de Weda Bay prévoit la déforestation de plus de 6 000 hectares de forêts primaires, territoire d’un peuple autochtone non contacté. Il pourrait bénéficier du nouveau fonds d’investissement sur les minerais et métaux critiques mis en place par le gouvernement français. Le projet de Weda Bay est la plus grande mine de nickel au monde. Les critères environnementaux, sociaux et de gouvernance du fonds d’investissement pour les minerais et métaux critiques annoncé en 2023 par le gouvernement français ne prévoient pas d'éviter le financement de projets responsables de déforestation, de sorte que le fonds pourrait contribuer au financement de cette mine de nickel.

#### Bois exporté illégalement
Au niveau mondial, le volume de bois illégal est estimé entre 15 % et 30 % du volume total commercialisé. Dans les principaux pays producteurs comme l’Indonésie, l'exploitation illégale représenterait entre 50 % et 90 % de l’ensemble des activités forestières.
Depuis 2016, l’Indonésie a mis en place un système de vérification de la légalité du bois (SVLK) reconnu par l’Union européenne, ce qui a permis de mieux contrôler les exportations légales vers l’UE,. Malgré ces efforts, la fraude et la corruption persistent, et une part significative du bois exporté reste d’origine douteuse, notamment vers les marchés asiatiques où les contrôles sont moins stricts.

#### Chasse et braconnage
D'après une étude publiée en 2016, c'est en Asie que le trafic de viande et peaux menace le plus d'espèces animales. Souvent, il s’agit d’espèces endémiques qui risquent donc d’être rayées de la surface du globe, en particulier en Indonésie. Les pangolins, utilisés comme aliment ou pour la médecine traditionnelle en Chine et au Vietnam, sont particulièrement menacés.

#### Tourisme
Le tourisme a un impact sur l'environnement, par exemple sur l'île de Bali.
En 2023, on trouve parfois des décharges à ciel ouvert, dans la forêt, immédiatement derrière les hôtels de luxe.

### Pression sur les ressources non renouvelables
Le pays possède d'importantes ressources naturelles de pétrole brut, gaz naturel, d'étain, de cuivre et d'or.

### Pollutions

#### Les émissions de gaz à effet de serre (GES)
En 2007, l'Indonésie émettait 377 millions de tonnes de CO2 par combustion, ce qui classait le pays à la quatorzième position des pays les plus émetteurs en CO2. Ces émissions ont fortement augmenté dans les années 1990 et les années 2000.
La déforestation représente près de 80 % des émissions totales de CO2 de l’Indonésie. Si l'on intègre cet impact dans le calcul des émissions de GES de l'Indonésie, le pays devient le 3e plus gros émetteur de CO2, derrière les États-Unis et la Chine, et devant le Brésil. Il est même le premier en matière d'« intensité carbone » dans d'autres classements.

#### La pollution de l'air
Les feux de forêts dans l'ouest de l'Indonésie provoquent une pollution importante, qui dépasse les frontières nationales. L'impact est important pour la santé publique, le trafic aérien, le tourisme. Le nombre de morts prématurés du fait de la pollution est estimé à 100 000 pour la seule année 2015, 90 % en Indonésie, le reste en Malaisie et à Singapour.

#### La pollution de l'eau
Le Citarum, plus long fleuve de l'île de Java, est aujourd'hui considéré comme l'un des plus pollués du monde, voire le plus pollué (pour les macrodéchets au moins),. La pollution est principalement émise par l'industrie textile.
Pour ce pays constitué de 17 000 îles, la pollution des eaux par les déchets qui y sont rejetés est importante.

#### La gestion des déchets
On estime à 3,2 millions de tonnes par an le volume de déchets plastiques rejeté par l'Indonésie dans les océans. C'est ainsi le 2e pays qui a le rejet le plus important au monde. 80 % environ des rejets mondiaux de plastiques dans les océans ne proviennent que de quelques pays d'Asie (Chine, Indonésie, Philippines, Vietnam, Sri Lanka, etc.).
L’Indonésie est le pays qui compte la plus forte proportion de fumeurs chez les hommes : 62,7 % des plus de 15 ans. Or chaque mégot rejette des milliers de substances chimiques toxiques dans l’environnement : de la nicotine, évidemment, mais aussi des métaux lourds, de l’arsenic, du plomb, ou encore des résidus de pesticides utilisés pour faire pousser les plants de tabac. Et, une pollution moins connue : celle du plastique qui compose les mégots. 
Après la décision de la Chine de cesser d’être la « poubelle du monde » en important les déchets plastiques des pays occidentaux, les importations de déchets plastiques en Indonésie ont augmenté de 56 % en 2018.

### Impacts de l'urbanisation

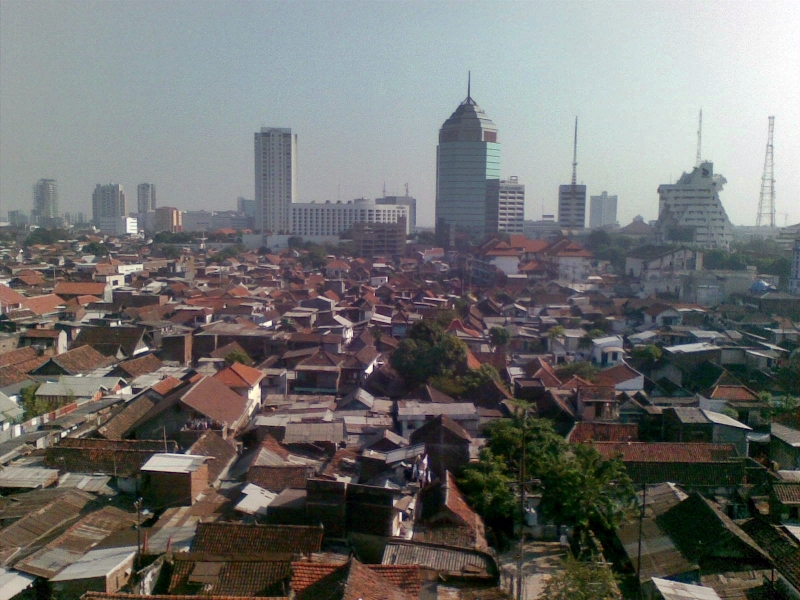
Surabaya

Alors qu'ils n'étaient que 15 % en 1950, plus de la moitié des Indonésiens vivent en milieu urbain en 2011. Au début des années 2010, le total des populations des agglomérations de plus d'un million d'habitants est estimé à plus de 25 millions. En 2007, 10 villes dépassent le million d'habitants.

## L'exposition aux risques

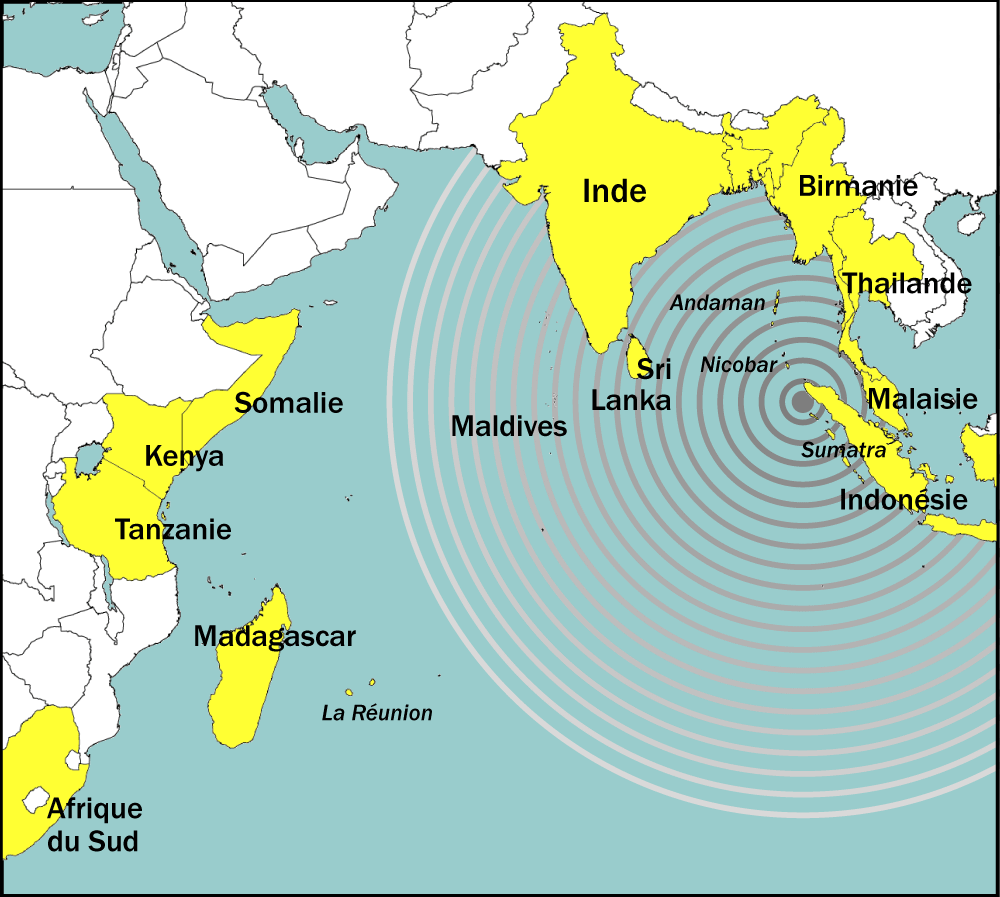
Pays ou territoires touchés par le tremblement de terre du 26 décembre 2004.

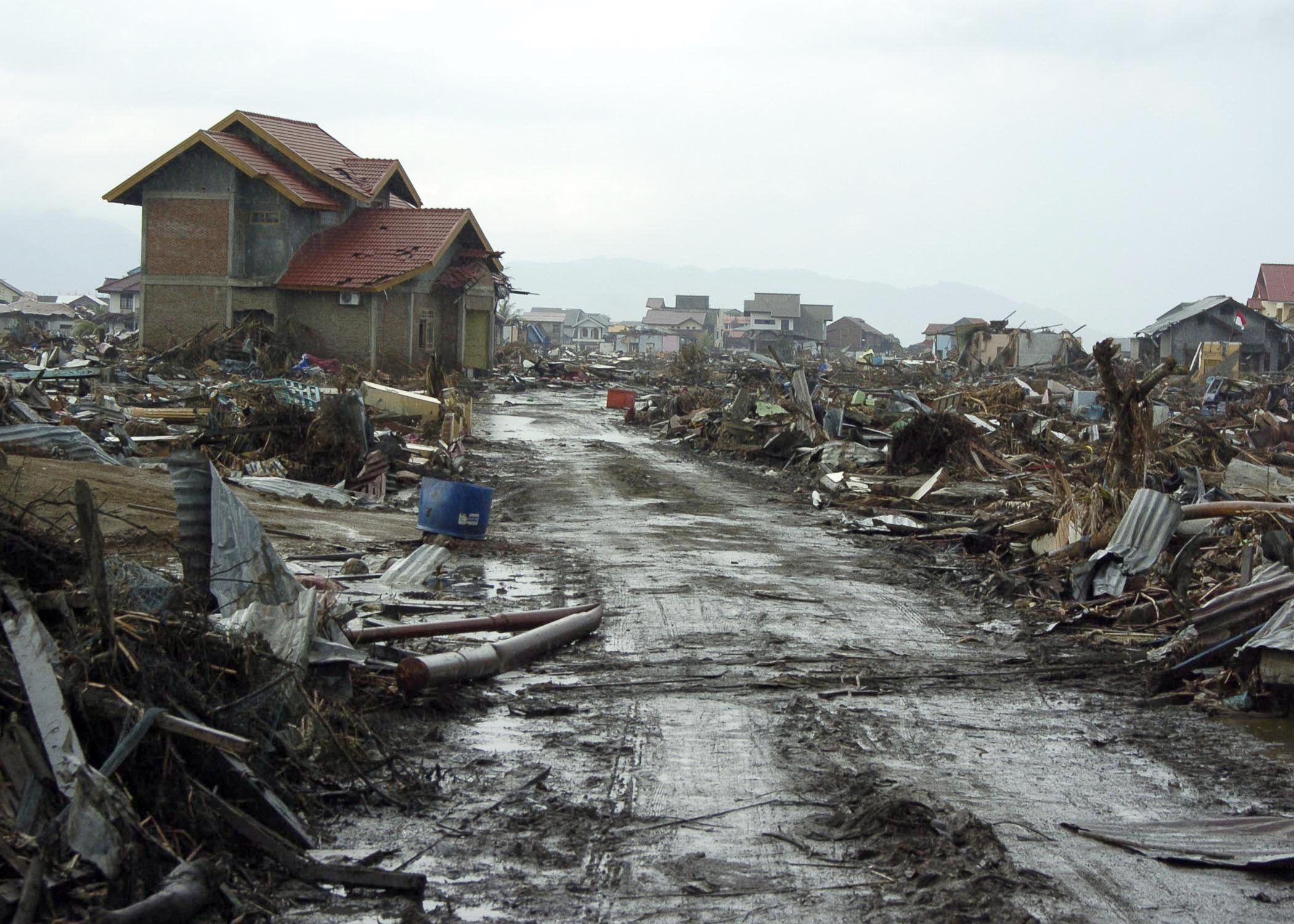
Une zone dévastée de l'île de Sumatra.

L'Indonésie est exposée à de nombreux risques : éruptions volcaniques (pluies de cendres et coulées de boue), séismes et tsunamis, ainsi que les aléas météorologiques, allant de la sécheresse (incendies) aux pluies diluviennes (inondations et glissements de terrain).
Tout au long du XXe siècle, en Indonésie, les sécheresses ont tué près de 10 000 personnes, et les volcans 18 000 personnes. Mais les tremblements de terre restent les plus meurtriers, avec 22 000 morts sur la même période (1907-2004). En 2013, l’île de Java a également été touchée par des inondations et glissements de terrain, ayant forcé l’évacuation de milliers d’habitants de l’ouest de l’île. En février 2024, c'est l'ouest de Sumatra qui est touchée par ces catastrophes.
De plus, un virus, celui de Zika, semble frapper le pays depuis quelques années.

### Dérèglement climatique
D'après l’Agence française de développement (AFD) : « l’Indonésie est très exposée aux conséquences du changement climatique, qui sont déjà présentes : hausse des températures, des précipitations, des inondations, élévation du niveau de la mer, glissements de terrain et sécheresse ».

### Séismes et tsunamis
L’Indonésie est située dans une région sismique et volcanique. L'arc indonésien est en effet bordée au sud par une zone de subduction, avec des vitesses interplaques de 5 ou 6 centimètres par an[réf. nécessaire], et parsemée de nombreux volcans souvent explosifs. Ces deux types de catastrophe sont régulièrement à l'origine de tsunamis, entraînant des inondations qui ravagent les villes côtières.
Le tsunami engendré par le séisme du 26 décembre 2004 a touché l'Indonésie mais aussi le Sri Lanka, l'Inde, la Thaïlande. Le séisme marin, d'une magnitude très importante de 9 sur l'échelle de Richter, fut suivi d'un raz-de-marée qui traversa l'océan Indien et fit plus de 220 000 victimes, dont plus de 160 000 en Indonésie.
Selon les rapports nationaux, entre 1990 et 2014, les séismes sont responsables de la mort de 6,5 % des habitants morts par catastrophe naturelle, et 46,2 % des pertes économiques. Les tsunamis, eux, représentent 89,7 % des morts dus aux catastrophes naturelles, et 26,3 % des pertes économiques.
Les tsunamis et séismes causent de nombreux morts et beaucoup de cadavres sont enfouis sous les décombres. Néanmoins, aucun risque épidémique n'a été signalé.

### Incendies
Chaque année, lors de la saison sèche, d’immenses incendies sont allumés volontairement sur les iles de Sumatra et Bornéo par des entreprises de culture de l’huile de palme afin de planter des palmiers à huile.
En 1997, un grand incendie a entrainé en Indonésie le décès de 15 000 enfants âgés de moins de trois ans qui sont morts en lien avec la pollution de l’air. En 2015, les incendies sont également très importants et provoquent près de 100 000 morts prématurés. Les incendies ont un impact environnemental fort : destructions d'habitat et d'espèces, émissions de gaz à effet de serre, pollution de l'air, dégradation des sols soumis à l'érosion.
Un rapport de Greenpeace publié en 2019 indique que les entreprises responsables d'incendies s’affranchissent largement de leurs condamnations. Aucune entreprise condamnée entre 2012 et 2018 n'a encore payé d'amende.
Les incendies constituent un phénomène plus récent que les autres catastrophes, puisqu'ils sont dus à l'activité d'industrielle.

### Volcanisme

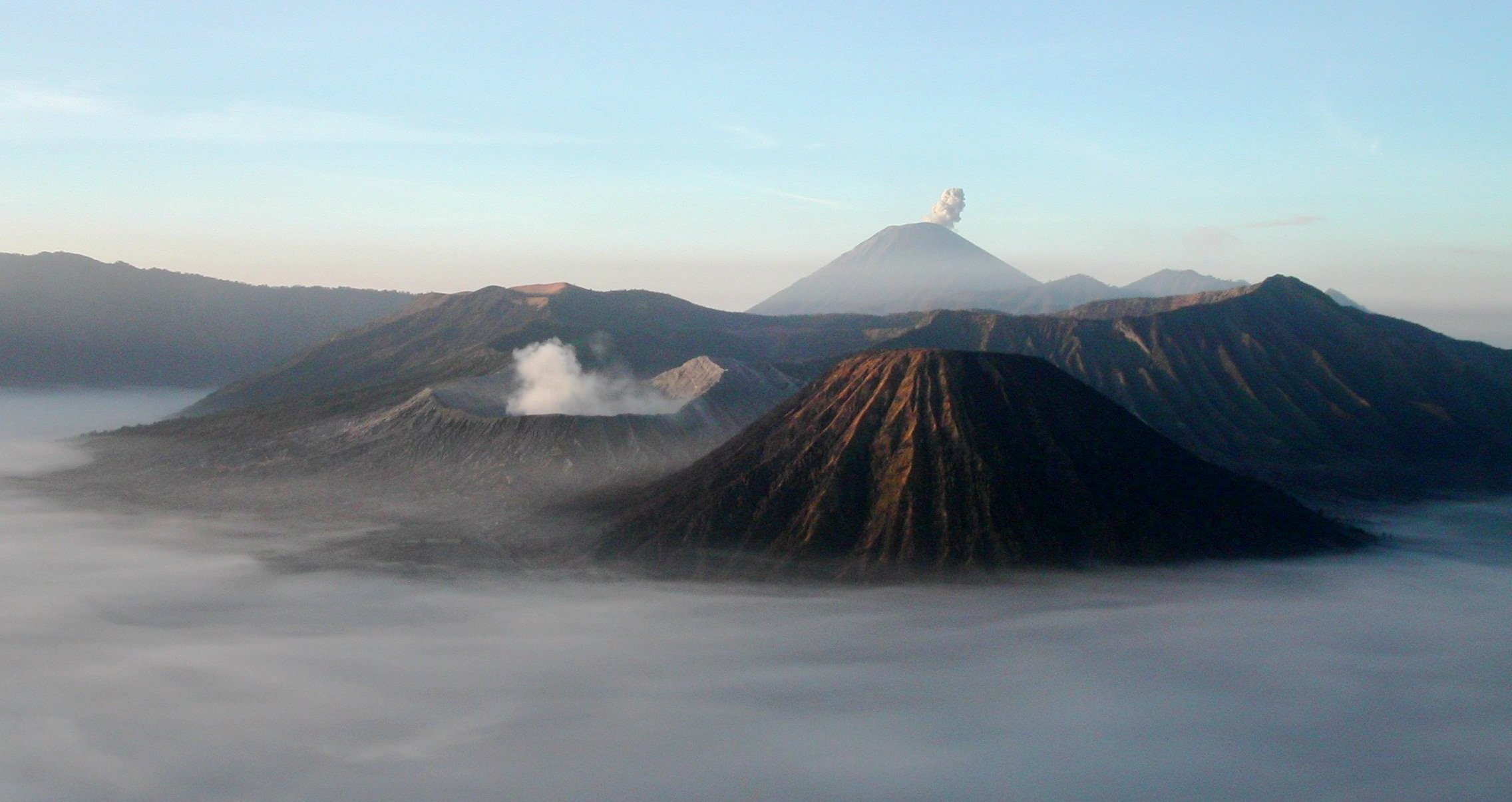
Les monts Semeru et Bromo à l'est de Java, témoins de l'activité volcanique de l'île.

L'Indonésie est située dans la « Ceinture du feu », la région la plus volcanique du monde.
Tout au long du XXe siècle, en Indonésie, les volcans ont tué près de 18 000 personnes.
Le mont Sinabung, dans le nord de l’île de Sumatra, est actif depuis 2013, et ensevelit des villages et champs en 2016.
Le volcan Rokatenda s'est réveillé en 2012, avec une explosion volcanique conduisant à une évacuation dans un rayon de 3 km. Le 10 août 2013, une nouvelle explosion cause la mort de six personnes.

### Inondations et submersion marine
Le risque d’inondations est important, notamment pour la capitale, Jakarta. 40 % des habitants subissent des inondations au mois de février, mois où les pluies sont les plus intenses. L'année 2007 a été particulièrement catastrophique. La ville doit également faire face à des risques d'affaissement d'une part, et de submersion marine d'autre part. Un projet de digues et de polder est en cours afin de poursuivre l'urbanisation de la mégalopole ; mais ce projet pourrait entrainer des aggravations du point de vue environnemental, avec une diminution de la vitesse d'écoulement des eaux et d'évacuation vers la mer.
Selon les rapports nationaux, les inondations représentent environ 2% des morts par catastrophe naturelle entre 1990 et 2014, ainsi que 18,4 % des pertes économiques.
Les inondations sont les catastrophes les plus fréquentes, représentant 43,8% des catastrophes naturelles. 
D'ici 10 ans, en raison de la montée des eaux à cause du réchauffement climatique, environ 2000 des 18 000 îles seront submergées. L’Indonésie sera le pays le plus affecté par les inondations provoquées par le réchauffement climatique. La Banque asiatique de développement estime qu'avant l’an 2050, 42 millions de maisons indonésiennes seront envahies par les eaux et 2 000 îles seront submergées par la montée du niveau de l’océan. Ce processus est déjà en cours et force de nombreux Indonésiens à l’exil.

## Politique environnementale en Indonésie

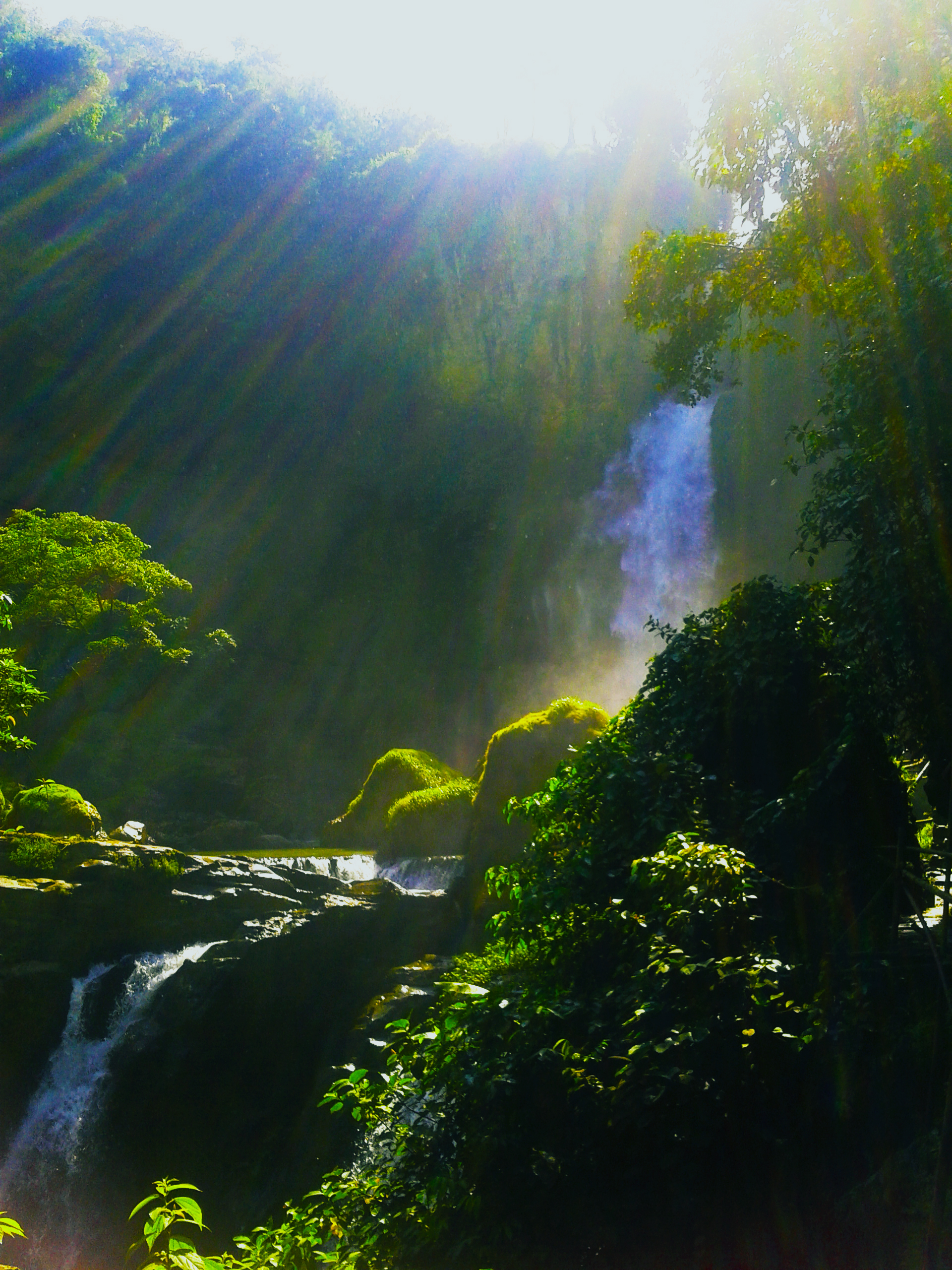
Dans le géoparc de Ciletuh-Palabuhanratu (province de Java occidental), intégré au réseau mondial des Géoparcs en avril 2018.

### Accords internationaux et nationaux
L'Indonésie n'était pas concerné par le Protocole de Kyoto. La Conférence de Copenhague de 2009 sur le climat est l'occasion de renégocier un accord international sur le climat remplaçant le protocole de Kyoto. Les pays émergents sont alors intégrés au processus.
Un moratoire sur les permis de défrichement, visant a réduire les émissions de gaz à effet de serre de 26 % d’ici à 2020, a été mis en place en 2011. Mais l’État a peu de pouvoir d'action. Plus de 80 % de la forêt est en réalité gérée par les gouvernements de province et les chefs de district. Ce sont eux qui accordent les concessions aux grandes entreprises.
En 2014, le parlement a lancé la ratification de l'accord de l'Association des Nations d'Asie du Sud-Est (Asean) pour lutter contre les nuages de pollution transfrontalière provenant des feux de forêts dans l'ouest de l'Indonésie.

### Mouvements citoyens et peuples indigènes
Les tribus indigènes, représentant environ 70 millions de personnes sur une population totale de 255 millions d'habitants, sont menacées dans leur mode de vie (nomade, chasseur - cueilleur) par la déforestation.
Deux jeunes filles ont organisé une mobilisation conduisant les autorités à interdire les sacs plastiques d'ici 2018.

### Associations et ONG
Fin janvier 2020, l’Indonésie met un terme à la présence du WWF dans le pays. Les autorités font des reproches à l'ONG sur sa gestion du parc national de Bukit Tigapuluh dans la province de Jambi (Sumatra), et sur son incapacité à contrôler des feux de forêt, après que 100 hectares y aient brulé en 2019. L’accord avec WWF avait été conclu en 1998 et devait se prolonger jusqu’en 2023 ; 130 projets étaient mis en œuvre dont le sauvetage d’un rhinocéros de Sumatra.

### Évaluation environnementale globale
L'empreinte écologique par personne de l'Indonésie était en 2012 de 1,6 hag, ce qui est inférieur à la moyenne mondiale (2,6 hag). La biocapacité par personne était de 1,25 hag, de sorte que l'Indonésie est en léger déficit écologique. La biocapacité par tête étant en diminution à cause de la forte croissance démographique, et un peu à cause de la perte de capacité forestière due à la déforestation du pays, le déficit écologique augmente.
Les éruptions volcaniques émettent par ailleurs beaucoup de CO2. 
L’Indonésie jouerait néanmoins un rôle de thermostat dans le climat mondial, grâce à une capture massive de CO2 par les montagnes issues de la tectonique des plaques. Si le pays ne représente que 2 % de la superficie des terres de notre planète, il éponge 10 % du volume de CO2 absorbé dans le monde.